# Odsutna u proleće
Odsutna u proleće (engl. Absent in the Spring) je ljubavni roman Agate Kristi, treći od šest romana napisan pod pseudonimom.
Sjajni ljubavni romani potpisani imenom misteriozne Meri Vestmakot koji su naišli na odličan prijem kako kod publike, tako i kod kritike, izašli su, zapravo ispod pera Agate Kristi. Ista književna imaginacija koja je smišljala najneobičnija ubistva i vodila nas kroz zapetljane lavirinte mračnih ljudskih poriva umela je i da iznudi i podjednako uzbudljive tvorevine o onoj drugoj, svetlijoj strani čovekove prirode, o njegovim istančanim emocionalnim stopama, o dramama, što prethode iz treperavog odnosa imeđu polova.

## Radnja
Vrativši se kući iz posete svojoj ćerki u Iraku, Džoen iznenada otkriva da se oseća usamljeno i skučeno u zabaćenoj kući. Ta iznenadna samoća primorava Džoen da podvuče crtu i da se prvi put u životu suoči sa pravom istinom o sebi. Vrativši se u mislima godinama unazad, Džoen doživljava bolno iskustvo ponovo ispitujući svoje stavove, odnose sa ljudima i postupke, i postaje prilično uznemirena osobom koju otkriva...